# Kings Island
Koordinaten: 39° 20′ 41″ N, 84° 16′ 7″ W
Kings Island ist ein US-amerikanischer Freizeitpark im Bundesstaat Ohio. Im Jahr 2019 besuchten ihn rund 3,5 Millionen Menschen.:35
Seit 2006 gehört der Park zur Cedar Fair Entertainment Company, die im Jahr 2013 zwölf Freizeitparks unterhielt. Die bekannteste Attraktion des Parks war die mittlerweile abgerissene Holzachterbahn Son of Beast, die höchste und schnellste ihrer Art, die bis 2006 sogar einen Looping besaß.

## Attraktionen
Insgesamt bietet der Park 49 verschiedene Attraktionen an, darunter 14 Achterbahnen und drei Wasserbahnen. Neben der Son of Beast ist auch die Holzachterbahn The Beast aus dem Jahr 1979 erwähnenswert, die mit über 2 km Länge zurzeit die längste Holzachterbahn der Welt ist.
Die zurzeit neueste Achterbahn ist die von Great Coasters International erbaute "Mystic Timbers" vom Typ Holzachterbahn.
Neben den Achterbahnen bietet Kings Island zudem einen renommierten Themenbereich für Kinder, der seit 2011 durchgängig mit dem Golden Ticket Award in der Kategorie Best Kids’ Area ausgezeichnet wurde.
Am 25. Mai 1974 stellte der Hochseilartist Karl Wallenda mit 548 Metern einen neuen Weltrekord für die längste auf einem Hochseil zurückgelegte Distanz auf. 2008 überbot sein Enkel Rick den Rekord mit 609 Metern ebenfalls in Kings Island.

## Liste der Achterbahnen

### Bestehende Achterbahnen
| Name                    | Typ                                   | Hersteller                     | Eröffnungsjahr |
| ----------------------- | ------------------------------------- | ------------------------------ | -------------- |
| Adventure Express       | Minenachterbahn                       | Arrow Dynamics                 | 1991           |
| Backlot Stunt Coaster   | Launched Coaster                      | Premier Rides                  | 2005           |
| Banshee                 | Inverted Coaster                      | Bolliger & Mabillard           | 2014           |
| Bat                     | Suspended Coaster                     | Arrow Dynamics                 | 1993           |
| Beast                   | Holzachterbahn                        | Charlie Dinn                   | 1979           |
| Diamondback             | Hyper Coaster                         | Bolliger & Mabillard           | 2009           |
| Flight of Fear          | Dunkelachterbahn, Launched Coaster    | Premier Rides                  | 1996           |
| Flying Ace Aerial Chase | Inverted Coaster, Familienachterbahn  | Vekoma                         | 2001           |
| Great Pumpkin Coaster   | Familienachterbahn                    | E&F Miler Industries           | 1992           |
| Invertigo               | Inverted Coaster, Shuttle Coaster     | Vekoma                         | 1999           |
| Mystic Timbers          | Holzachterbahn                        | Great Coasters International   | 2017           |
| Orion                   | Hyper Coaster                         | Bolliger & Mabillard           | 2020           |
| Racer                   | Holzachterbahn, Racing Roller Coaster | Philadelphia Toboggan Coasters | 1972           |
| Woodstock Express       | Holzachterbahn, Familienachterbahn    | Philadelphia Toboggan Coasters | 1972           |

### Geschlossene Achterbahnen
| Name                     | Typ                                   | Hersteller                                          | Eröffnung | Schließung |
| ------------------------ | ------------------------------------- | --------------------------------------------------- | --------- | ---------- |
| Bat                      | Suspended Coaster                     | Arrow Dynamics                                      | 1981      | 1983       |
| Bavarian Beetle          | Stahlachterbahn ohne Inversionen      | S.D.C.                                              | 1972      | 1978       |
| Demon                    | Launched Coaster, Shuttle Coaster     | Arrow Dynamics                                      | 1977      | 1987       |
| Firehawk                 | Flying Coaster                        | Vekoma                                              | 2007      | 2018       |
| King Cobra               | Stand-Up Coaster                      | Togo                                                | 1984      | 2001       |
| Scooby's Ghoster Coaster | Suspended Coaster, Familienachterbahn | Caripro                                             | 1998      | 2005       |
| Son of Beast             | Holzachterbahn                        | Kings Island, Roller Coaster Corporation of America | 2000      | 2009       |
| Vortex                   | Stahlachterbahn mit Inversionen       | Arrow Dynamics                                      | 1987      | 2019       |